# Béquille (bateau)
Pour les articles homonymes, voir Béquille.

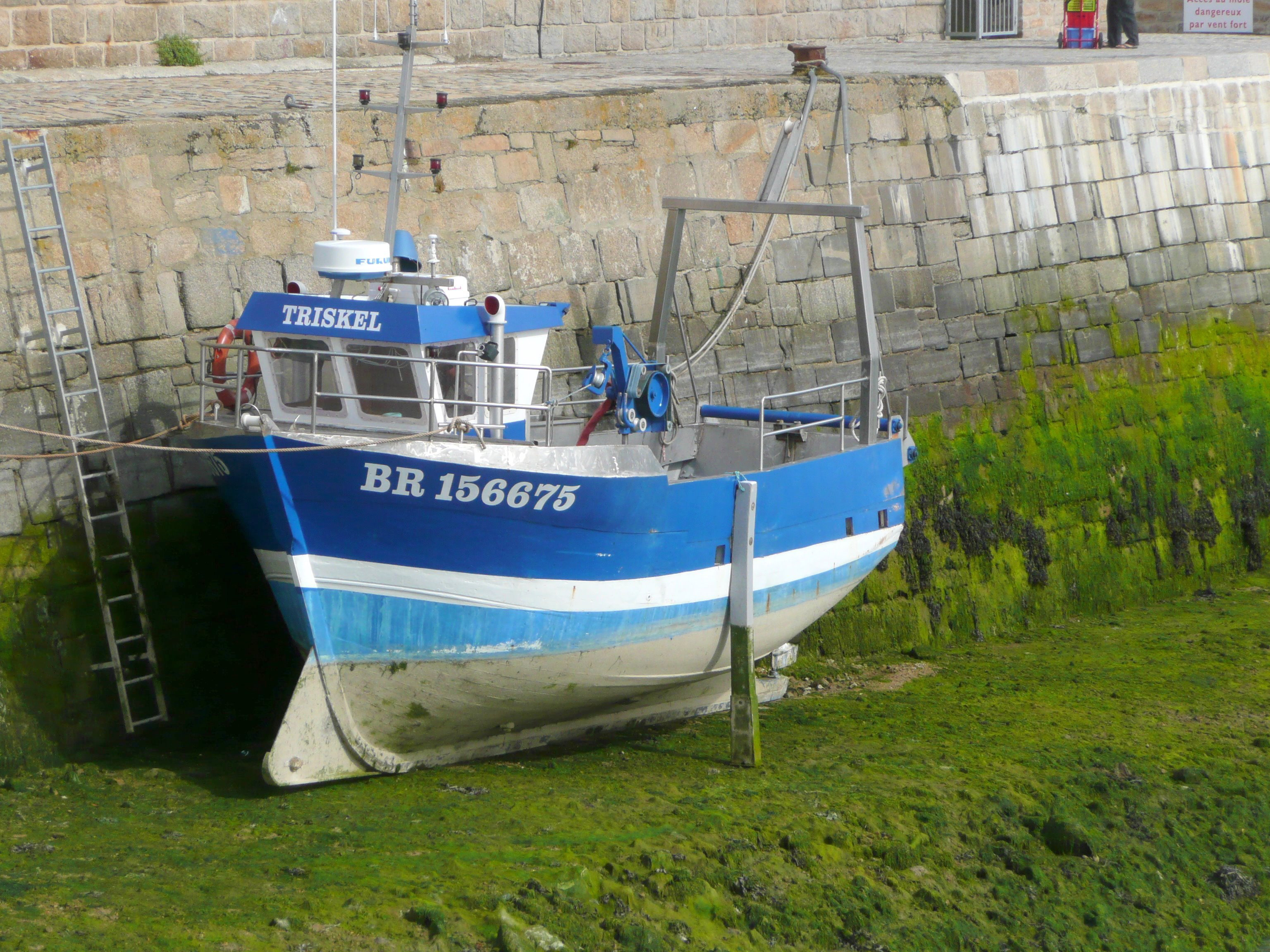
Bateau de pêche dans le port de l'Aberwrac'h en Bretagne nord appuyé sur sa béquille

Sur un navire une béquille est une pièce de bois ou de métal utilisée pour maintenir celui-ci debout sur sa quille à marée basse. 

## Description
Dans les mers soumises à l'action de la marée, les ports et les mouillages qui conservent assez d'eau pour permettre aux bateaux de flotter à marée basse peuvent être rares dans certaines régions (Bretagne nord...). Les bateaux doivent pouvoir s'échouer à marée basse : si le bateau est doté d'une quille, il doit être maintenu debout sur celle-ci pour préserver l'intégrité de la coque. 

La béquille est une pièce de bois ou de métal qui, quand cela est nécessaire, est montée sur le côté de la coque non loin du maître-couple et dont l'extrémité inférieure se termine par une tablette ou plateau qui repose sur le sol. La mise en place de deux béquilles empêche le bateau de basculer sur un bord ou sur un autre. 

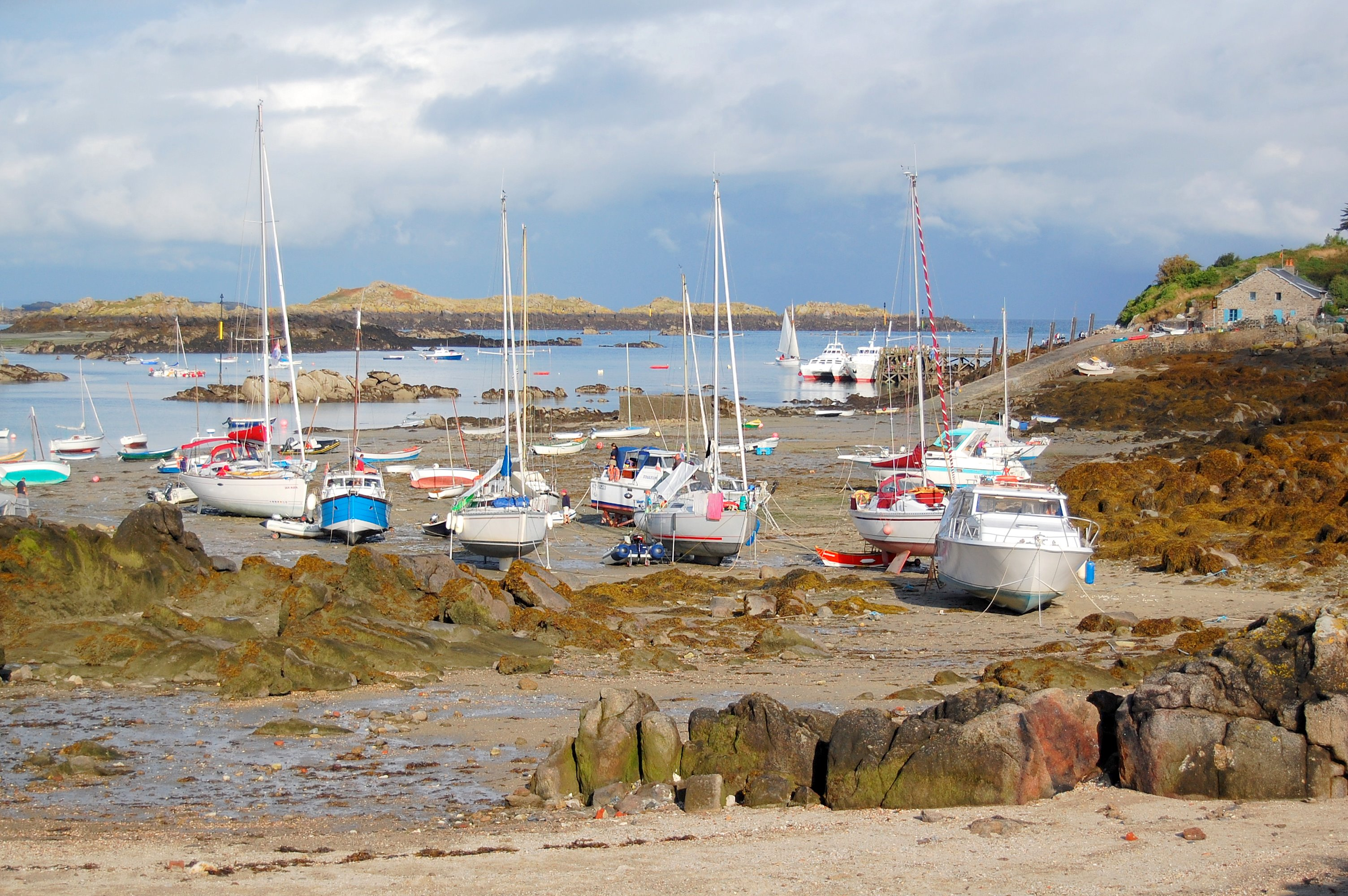
Voiliers sur béquilles à marée basse.

Chaque béquille est maintenue en place :
- par un boulon qui solidarise l'extrémité supérieure de la béquille avec la coque ou le bordé
- deux filins (les bras de béquille) qui partent de la partie inférieure de la béquille et sont ramenés aux extrémités du bateau. Leur mise sous tension permet de maintenir la béquille verticale.

Les béquilles sont utilisées sur les bateaux de plaisance dotés d'une quille et plus rarement sur les navires de commerce et de pêche de petite taille. Les béquilles, qui sont généralement stockées sur le pont lorsqu'elles ne sont pas utilisées, sont encombrantes. Des accidents sont possibles au moment de la mise en place si les fonds sont mal connus où lorsqu'elles doivent être installées en urgence à la suite d'un échouement (involontaire). Aussi, dans les régions concernées par le problème, les navires de type  biquille, qui permettent d'échouer sans béquilles, sont parfois utilisés , mais ce type de navire comporte par ailleurs des inconvénients (augmentation de la surface mouillée).